# Héctor Zeoli
Héctor Zeoli (* 5. September 1919 in Rosario/Santa Fe; † 16. August 1993) war ein argentinischer Organist, Komponist und Musikpädagoge.
Zeoli war Schüler von Richard Engelbrecht, Hermes Forti, Juan Francisco Giacobbe und Guillermo Graetzer. Der Kardinal Antonio Caggiano setzte ihn als Organisten an der Kathedrale seiner Heimatstadt ein. Eine Serie von acht Konzerten, die er 1946 in Buenos Aires gab, führte zur Gründung des Collegium Musicum der Stadt.
Mit einer um Vorträge von Ernesto Epstein erweiterten Version seiner Konzertreihe reiste er in die USA. An der Juilliard School of Music erlangte er den Abschluss als Orgelsolist und -begleiter und im Fach Chorleitung. Seine internationale Organistenkarriere begann mit einem Konzert an der großen Aeolian-Skinner-Orgel der Ascension Church, bei dem er Werke von Arnold Schönberg und Darius Milhaud spielte.
1954 kehrte er nach Argentinien zurück, wo er am Conservatorio Nacional de Música "Carlos López Buchardo" und der Escuela Superior de Arte der Universidad Nacional de La Plata und von 1957 bis 1992 am Colegio Nacional de Buenos Aires unterrichtete. In einem wöchentlichen Konzertzyklus bei Radio Nacional führte er 1950–60 das gesamte Orgelwerk von Johann Sebastian Bach und César Franck, zudem Werke von Olivier Messiaen und Paul Hindemith, Juan Francisco Giacobbe und Francesco Marigo sowie eigene Kompositionen und Improvisationen auf.
Konzertreisen führten Zeoli nach Deutschland, Spanien, Frankreich, Großbritannien, Italien und in die USA. Neben mehreren Platten mit Orgelmusik nahm er auch das Album Mujeres Argentinas mit Mercedes Sosa und Ariel Ramírez auf. Unter seiner Leitung wurde die Orgel am Colegio Nacional in Buenos Aires restauriert. Hier führte er in mehreren Konzertreihen eigene Kompositionen auf, darunter La Natividad, das Oratorio de Pascua und das biblische Poem La ciudad del mañana nach Texten von Leónidas Barrera Oro, das er zum 300. Jahrestag der Gründung der Basílica de Santo Domingo komponiert hatte. 1989 wurde er mit einem Ehrendiplom der Fundacion Konex ausgezeichnet.